# Sergej Trofimov (rychlobruslař)
Sergej Sergejevič Trofimov (rusky Сергей Сергеевич Трофимов; * 27. července 1995 Nižnij Novgorod) je ruský rychlobruslař.
V roce 2013 debutoval ve Světovém poháru juniorů, v roce 2014 se poprvé zúčastnil juniorského světového šampionátu. Od roku 2015 startuje v seniorském Světovém poháru, na evropských a světových šampionátech se premiérově představil v roce 2016. Startoval na Zimních olympijských hrách 2018 (1500 m – 18. místo). Na Mistrovství Evropy 2019 byl pátý. Na Mistrovství světa na jednotlivých tratích 2019 a 2020 získal bronz ve stíhacím závodě družstev. Z MS 2021 si přivezl bronzovou medaili z distance 5000 m a ze stíhacího závodu družstev. Na Zimních olympijských hrách 2022 získal ve stíhacím závodě družstev stříbrnou medaili, na trati 5000 m skončil čtvrtý a na distanci 1500 m osmý.